# Tlalchichicaspa
Tlalchichicaspa är en ort i Mexiko.   Den ligger i kommunen Tehuipango och delstaten Veracruz, i den sydöstra delen av landet, 240 km öster om huvudstaden Mexico City. Tlalchichicaspa ligger 2 488 meter över havet och antalet invånare är 458.
Terrängen runt Tlalchichicaspa är huvudsakligen kuperad, men österut är den bergig. Tlalchichicaspa ligger uppe på en höjd. Runt Tlalchichicaspa är det ganska tätbefolkat, med 134 invånare per kvadratkilometer. Närmaste större samhälle är Zongolica, 18,2 km norr om Tlalchichicaspa. Omgivningarna runt Tlalchichicaspa är en mosaik av jordbruksmark och naturlig växtlighet.